# Blies-Guersviller
Blies-Guersviller è un comune francese di 617 abitanti situato nel dipartimento della Mosella nella regione del Grand Est.

## Società

### Evoluzione demografica
Abitanti censiti